# آر. لی ارمی
آر. لی اِرمی (به انگلیسی: R. Lee Ermey) (زادهٔ ۲۴ مارس ۱۹۴۴ - درگذشتهٔ ۱۵ آوریل ۲۰۱۸) هنرپیشه، صداپیشه و نظامی پیشین آمریکایی بود. او به دلیل بازی در فیلم غلاف تمام‌فلزی محبوبیت بسیاری به‌دست‌آورد. از دیگر فیلم‌های پرآوازهٔ او می‌توان به ترک لاس وگاس و نجات سیلورمن اشاره کرد.

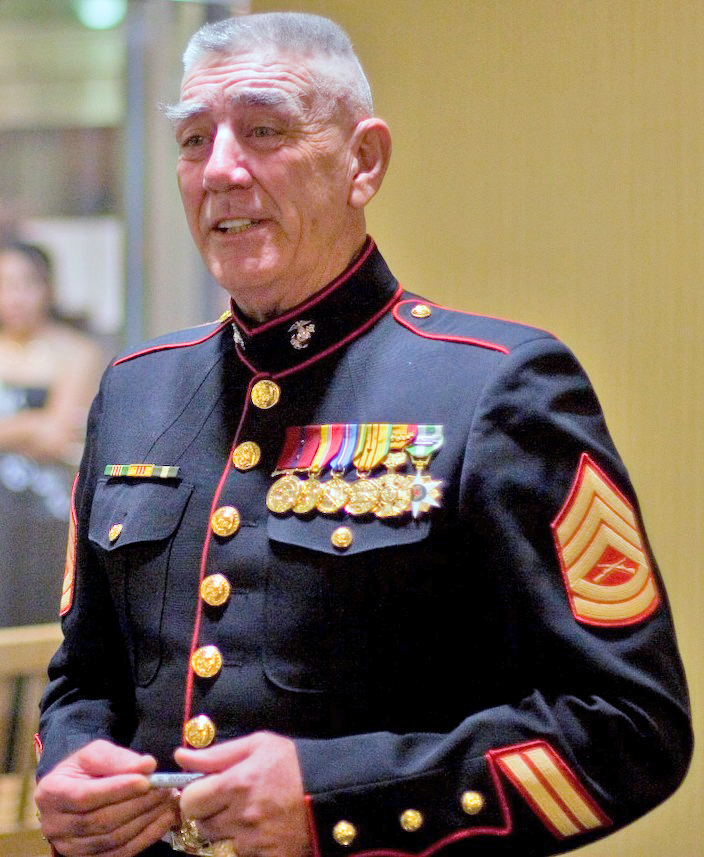
ارمی، در لباس نظامی، ۲۰۰۶

## دوران جوانی
اِرمی در ۲۴ مارس ۱۹۴۴ در امپوریا، ایالت کانزاس چشم به جهان گشود. او با پنج برادرش در مزرعه‌ای خارج از کانزاس‌سیتی، کانزاس بزرگ شد. در سال ۱۹۵۸، زمانی که اِرمی ۱۴ساله بود، او و خانواده‌اش از کانزاس به واشینگتن، دی.سی. جابه‌جا شدند. اِرمی در نوجوانی، بیشتر با مقامات محلی مشکل داشت و تا ۱۷سالگی دو بار به دلیل خشونت جنایی دستگیر شد. پس از دستگیری دوم، یک قاضی به او اجازه داد بین پیوستن به ارتش یا رفتن به زندان یکی را انتخاب کند، و اِرمی پیوستن به ارتش را برگزید.

## شغل نظامی

### نیروی دریایی ایالات متحده
در سال ۱۹۶۱، در سن ۱۷ سالگی، ارمی در مراحل آموزش سپاه تفنگداران دریایی ایالات متحده آمریکا در سن دیگو، کالیفرنیا شرکت کرد. در سال‌های نخست، او در خدمت پشتیبانی نیروی هوایی ایالات متحده آمریکا خدمت کرد. سپس به عنوان مربی نظامی در بخش استخدام و آموزش در سن دیگو، بین سال‌های ۱۹۶۵–۱۹۶۷ فعالیت داشت.
پس از آن در گروه پشتیبانی نیروی دریایی در پایگاه نیروی هوایی تفنگداران ایالات متحده واقع در استان اوکیناوا، ژاپن خدمت کرد. در سال ۱۹۶۸ به ویتنام فرستاده شد و در آنجا ۱۴ ماه را در جنگ ویتنام سپری کرد. او باقی خدمت را در اوکیناوا با درجه گروهبان که به آن ارتقا یافته بود ادامه داد. او در سال ۱۹۷۲ به علت چندین زخم که در طول خدمت متحمل شده بود، از خدمت معاف شد. در ۱۷ می ۲۰۰۲، توسط فرمانده تفنگ داران دریایی، ژنرال جیمز جی. جونز، درجه افتخاری گروهبان یکم به وی داده شد.

## درگذشت
ارمی در صبح روز ۱۵ آوریل ۲۰۱۸ در بیمارستانی در سنتا مونیکا، کالیفرنیا به دلیل عفونت ریه در ۷۴ سالگی درگذشت.

## فیلم‌شناسی
- اینک آخرالزمان (۱۹۷۹)
- غلاف تمام‌فلزی (۱۹۸۷)
- میسیسیپی می‌سوزد (۱۹۸۸)
- شکاف (۱۹۹۰)
- سامرزبای (۱۹۹۳)
- جسددزدها (۱۹۹۳)
- روی زمین مرگبار (۱۹۹۴)
- عشق یک اسلحه است (۱۹۹۴)
- ساواته (۱۹۹۵)
- ترک لاس وگاس (۱۹۹۵)
- هفت (۱۹۹۵)
- پرونده‌های ایکس (۱۹۹۵)
- سیمپسون‌ها (۱۹۹۵ و ۲۰۱۵)
- راه رفتن مرد مرده (۱۹۹۵)
- داستان اسباب‌بازی (۱۹۹۵)
- بهترین بهترین‌ها ۳: هیچ راه بازگشتی نیست (۱۹۹۶)
- ترس‌آفرینان (۱۹۹۶)
- سربازان سفینه (۱۹۹۷)
- زندگی (۱۹۹۹)
- مجتمع آپارتمانی (۱۹۹۹)
- داستان اسباب‌بازی ۲ (۱۹۹۹)
- جریکو (۲۰۰۰)
- نجات سیلورمن (۲۰۰۱)
- جانبداری
- مرد خانواده (۲۰۰۱ و ۲۰۱۱)
- کراش باندیکوت: خشم کورتکس (۲۰۰۱) (بازی رایانه‌ای)
- اسکرابز (۲۰۰۲)
- کشتار با اره‌برقی در تگزاس (۲۰۰۳)
- دکتر هاوس (۲۰۰۵ و ۲۰۰۸)
- مرد خانه (۲۰۰۵)
- مردان ایکس: آخرین ایستادگی (۲۰۰۶)
- کشتار با اره‌برقی در تگزاس: سرآغاز (۲۰۰۶)
- باب‌اسفنجی شلوارمکعبی (۲۰۰۷)
- انقلاب (۲۰۰۸)
- داستان اسباب‌بازی ۳ (۲۰۱۰)
- نظم و قانون: واحد قربانیان ویژه (۲۰۱۰)
- دیدبان (۲۰۱۲)
- پاندای کونگ‌فوکار: افسانه‌های شگفت‌انگیز (۲۰۱۲)